# Universidad de Nagasaki
Universidad de Nagasaki (長崎大学  Nagasaki daigaku?), abreviado Chōdai (長大). es una universidad nacional japonesa. Su campus principal se localiza en Bunkyo-machi, Nagasaki, Prefectura de Nagasaki, Japón.

## Historia

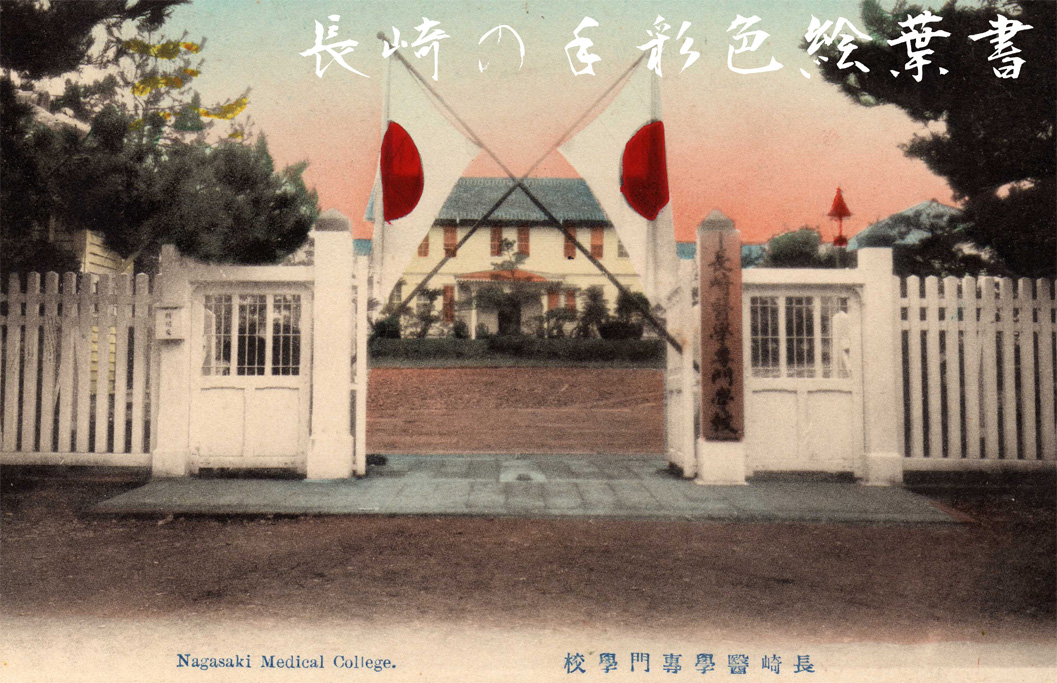
La Escuela médica de Nagasaki en la Era Meiji.

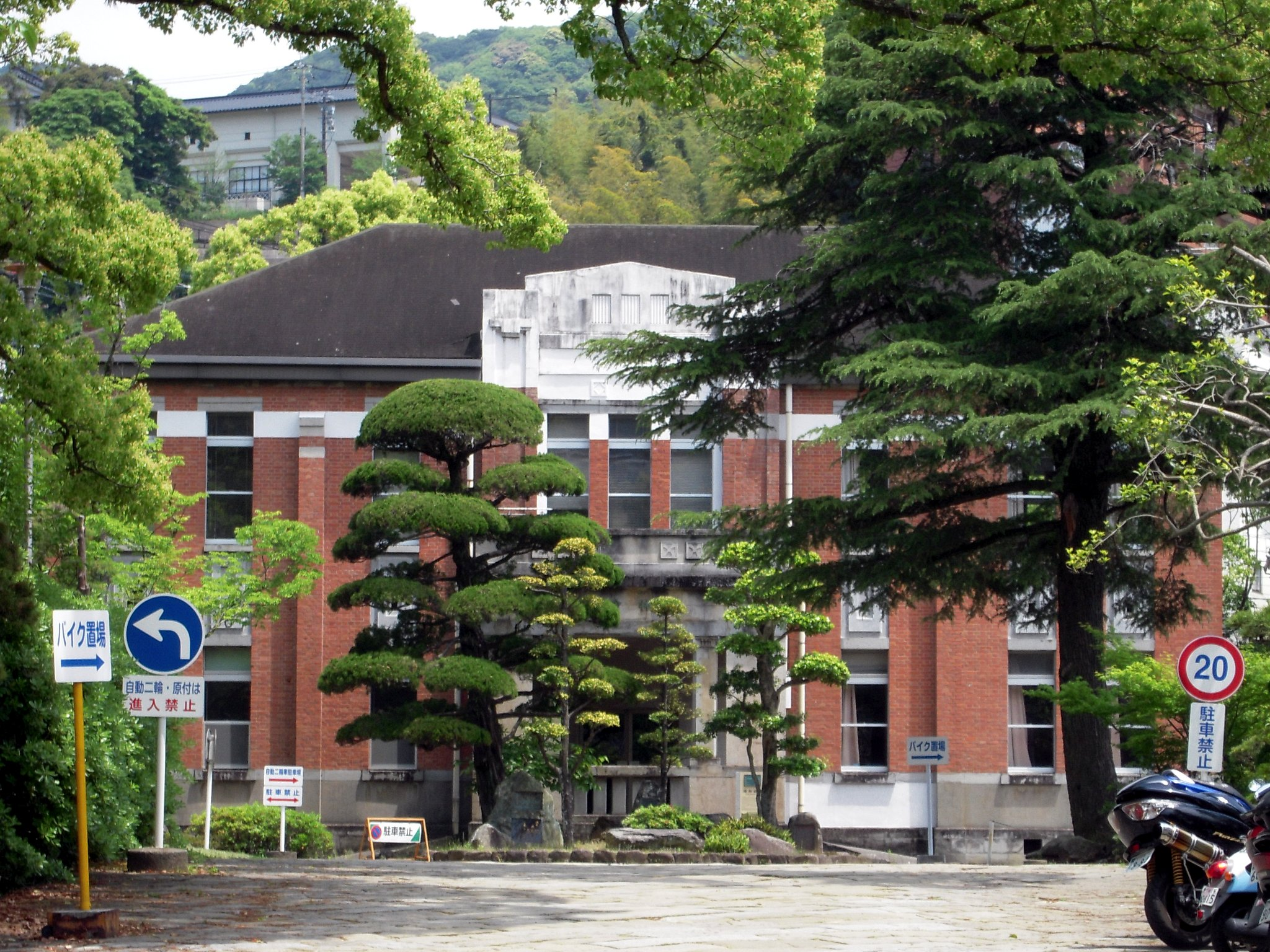
Vista del corredor de Keirin en el Campus de Katafuchi, construido en 1919.

La universidad de Nagasaki se estableció en 1949 al incorporar varias instituciones educativas, entre las cuales se encontraban el Instituto de Medicina de Nagasaki (incluyendo el Instituto Hospital y el Instituto de Ciencias Farmacéuticas, el Instituto de Economía de Nagasaki, la Escuela Normal de Nagasaki, la Escuela Normal de la Juventúd de Nagasaki y la preparatoria de Nagasaki.

### Escuela de Medicina de Nagasaki
La más antigua de las escuelas precursas que forman la universidad era el Instituto de Medicina de Nagasaki. Se fundó en noviembre de 1857 con el nombre de Instituto de Enseñanza Médica (医学伝習所 Igaku denshūsho?) por orden del Shogunato Tokugawa. El primer profesor era el holandés J. L. C. Pompe van Meerdervoort, y fue de las primeras instituciones de medicina occidental (no Kampō) en Japón. first. En 1861 se fundó el hospital, y después de la Era Meiji la escuela se convirtió en una escuela de medicina pública prefectural posteriormente nacional. Después se desarrolló en la Escuela vocacional de Medicina de Nagasaki (長崎医学専門学校 Nagasaki igaku senmon gakkō?) en 1901, para después ser el Instituto de Medicina de Nagasaki (長崎医科大学 Nagasaki ika daigaku?) en 1923. 
Después que Japón entró a la Guerra del Pacífico, se agregaron a la escuela algunas instituciones adicionales para la guerra, como el instituto temporal de Medicina en 1940 y el Instituto de Investigación de Especies Endémicas de Asia Oriental en 1942 (hoy el Instituto de Medicina Tropical). El 9 de agosto de 1945 el instituto fue severamente dañado por la bomba atómica, porque su ubicación estaba localizada en un rango de tan solo 500 a 700 metros del epicentro. Más de 800 profesores, alumnos y trabajadores médicos murieron. El instituto se trasladó temporalmente a Ōmura, Nagasaki en setiembre de 1945, y después a Isahaya, Nagasaki en 1946. El antiguo campus (Campus Sakamoto) fue restablecido en 1950, después de la integración del instituto en la universidad de Nagasaki.

## Escuelas de Licenciatura
Campus de Bunkyo
- Facultad de Educación
- Facultad de Ciencias Farmacéuticas
- Facultad de Ingeniería
- Facultad de Estudios Ambientales Environmental Studies
- Facultad de Ciencias Pesqueras

Campus de Sakamoto
- Escuela de Medicina
- Escuela de Odontología

Campus de Katafuchi
- Facultad de Economía

## Escuelas de graduados
- Escuela de graduados en Educación (Maestría en Educación)
- Escuela de graduados en Economía
- Escuela de graduados en Ciencia y Tecnología
- Escuela de graduados en Ciencias Biomédicas
- Escuela de graduados en Desarrollo de la Salud Internacional

## Institutos de Investigación
- Instituto de Medicina Tropical
- Instituto de las enfermedades de Bombas Atómicas, Escuela de graduados en Ciencias Biomédicas de Nagasaki

## Notable alumni
- Takashi Nagai, Físico especialista en radiología, sobreviviente a la bomba.
- Osamu Shimomura, Químico orgánico y biólogo marino, galardonado con el Premio Nobel de Química en el 2008 por su descubrimiento y desarrollo de la proteína verde fluorescente  (GFP) o (PFV) junto con otros dos químicos estadounidenses.